# Hauts-de-Seine
Hauts-de-Seine (92) is een Frans departement, gelegen net ten westen van de hoofdstad Parijs in de regio Île-de-France. De prefectuur is Nanterre, alhoewel Boulogne-Billancourt de grootste gemeente naar inwonertal is. Het departement werd opgericht op 1 januari 1968 uit het westelijk deel van het opgeheven departement Seine.

## Geografie
Hauts-de-Seine bestaat uit drie arrondissementen:
- Arrondissement Antony
- Arrondissement Boulogne-Billancourt
- Arrondissement Nanterre

Hauts-de-Seine heeft 23 kantons:
- Kantons van Hauts-de-Seine

Hauts-de-Seine heeft 36 gemeenten:
- Lijst van gemeenten in het departement Hauts-de-Seine

## Demografie

### Demografische evolutie sinds 1962
| Naam           | Index 1962 | Index 1968 | Index 1975 | Index 1982 | Index 1990 | Index 1999 | Index 2008 | Index 2019 |
| -------------- | ---------- | ---------- | ---------- | ---------- | ---------- | ---------- | ---------- | ---------- |
| Hauts-de-Seine | 100,0      | 105,8      | 104,1      | 100,4      | 100,7      | 103,4      | 112,1      | 117,5      |
| Frankrijk*     | 100,0      | 107,1      | 113,3      | 117,0      | 121,9      | 126,0      | 133,8      | 140,1      |

| Naam           | Inw./Km² 1962 | Inw./km² 1968 | Inw./km² 1975 | Inw./km² 1982 | Inw./km² 1990 | Inw./km² 1999 | Inw./km² 2008 | Inw./km² 2019 |
| -------------- | ------------- | ------------- | ------------- | ------------- | ------------- | ------------- | ------------- | ------------- |
| Hauts-de-Seine | 7.851,2       | 8.304,7       | 8.175,7       | 7.880,9       | 7.907,1       | 8.118,6       | 8.804,7       | 9.250,3       |
| Frankrijk*     | 84,2          | 90,1          | 95,4          | 98,5          | 102,7         | 106,1         | 112,7         | 119,7         |

Frankrijk* = exclusief overzeese gebieden
Bron: Recensement Populaire INSEE - 1962 tot 1999 population sans doubles comptes, nadien Population Municipale
Op 1 januari 2022 had Hauts-de-Seine 1.647.435 inwoners.

### De 10 grootste gemeenten in het departement
| #  | Gemeente             | Aantal inwoners (2022) |
| -- | -------------------- | ---------------------- |
| 1  | Boulogne-Billancourt | 120.205                |
| 2  | Nanterre             | 98.119                 |
| 3  | Asnières-sur-Seine   | 91.457                 |
| 4  | Colombes             | 90.692                 |
| 5  | Courbevoie           | 81.945                 |
| 6  | Rueil-Malmaison      | 80.842                 |
| 7  | Levallois-Perret     | 68.412                 |
| 8  | Issy-les-Moulineaux  | 67.695                 |
| 9  | Clichy               | 65.102                 |
| 10 | Antony               | 64.026                 |

## Afbeeldingen

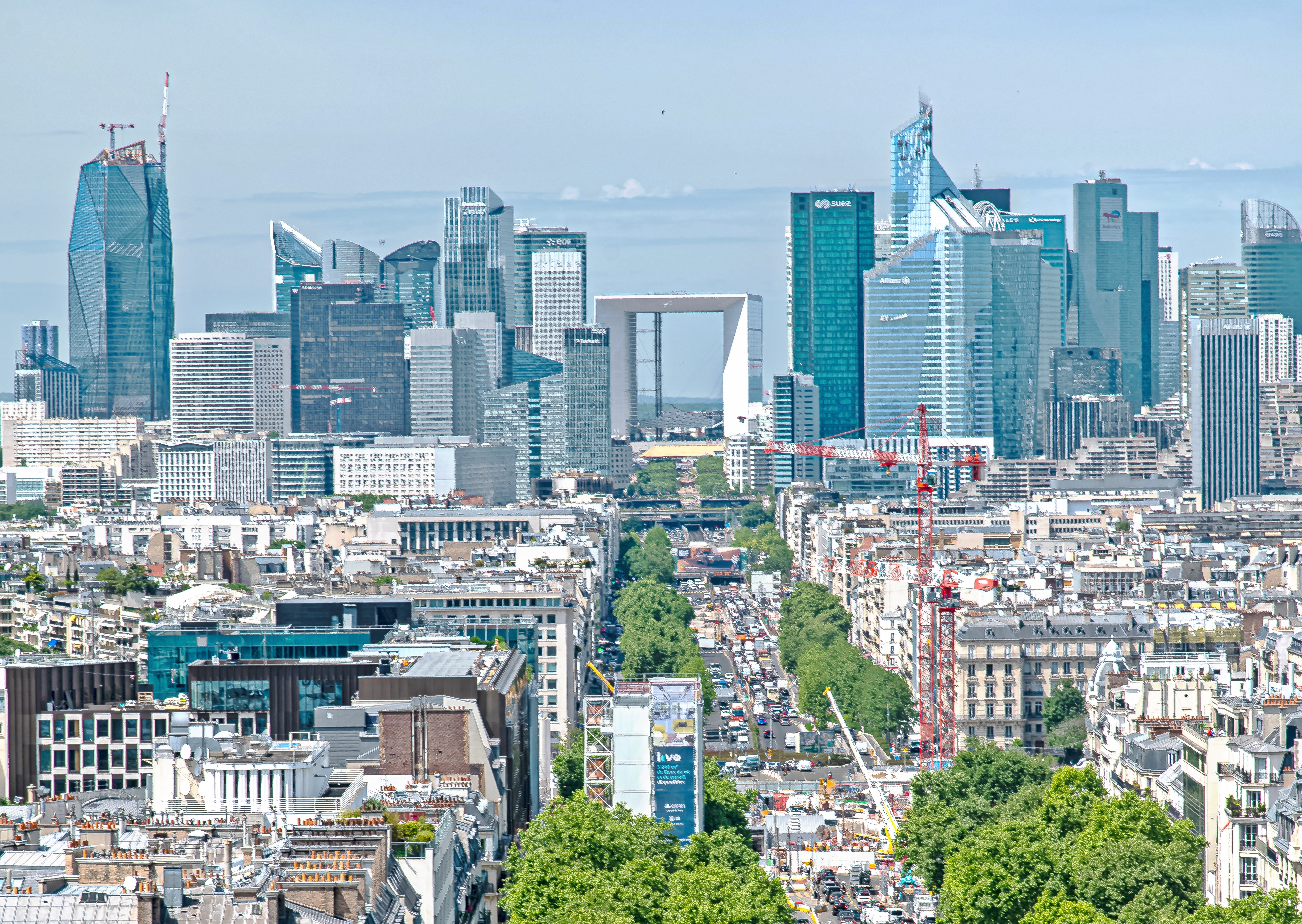
La Défense gezien vanuit Parijs
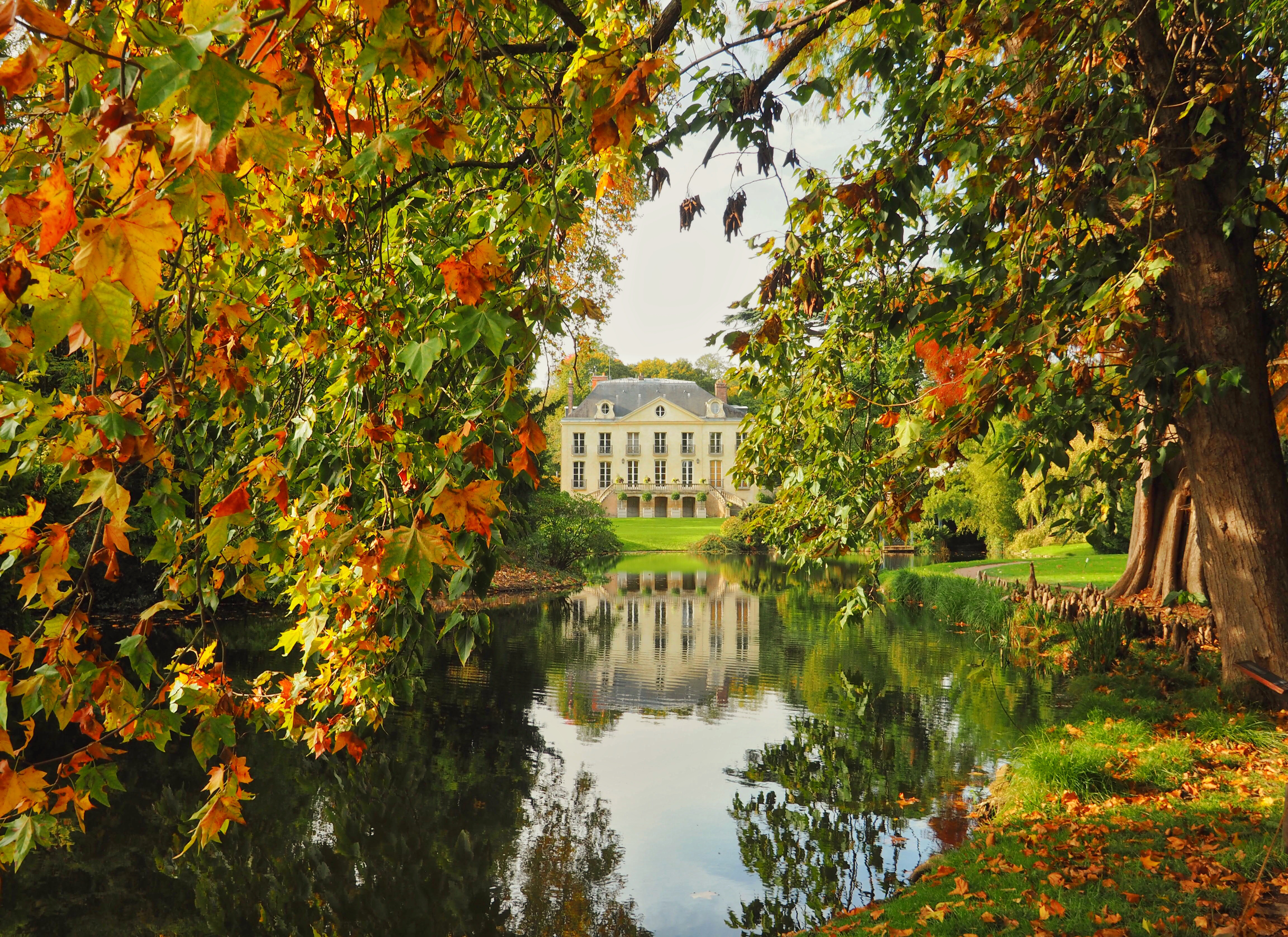
Vallée-aux-Loups in Châtenay-Malabry
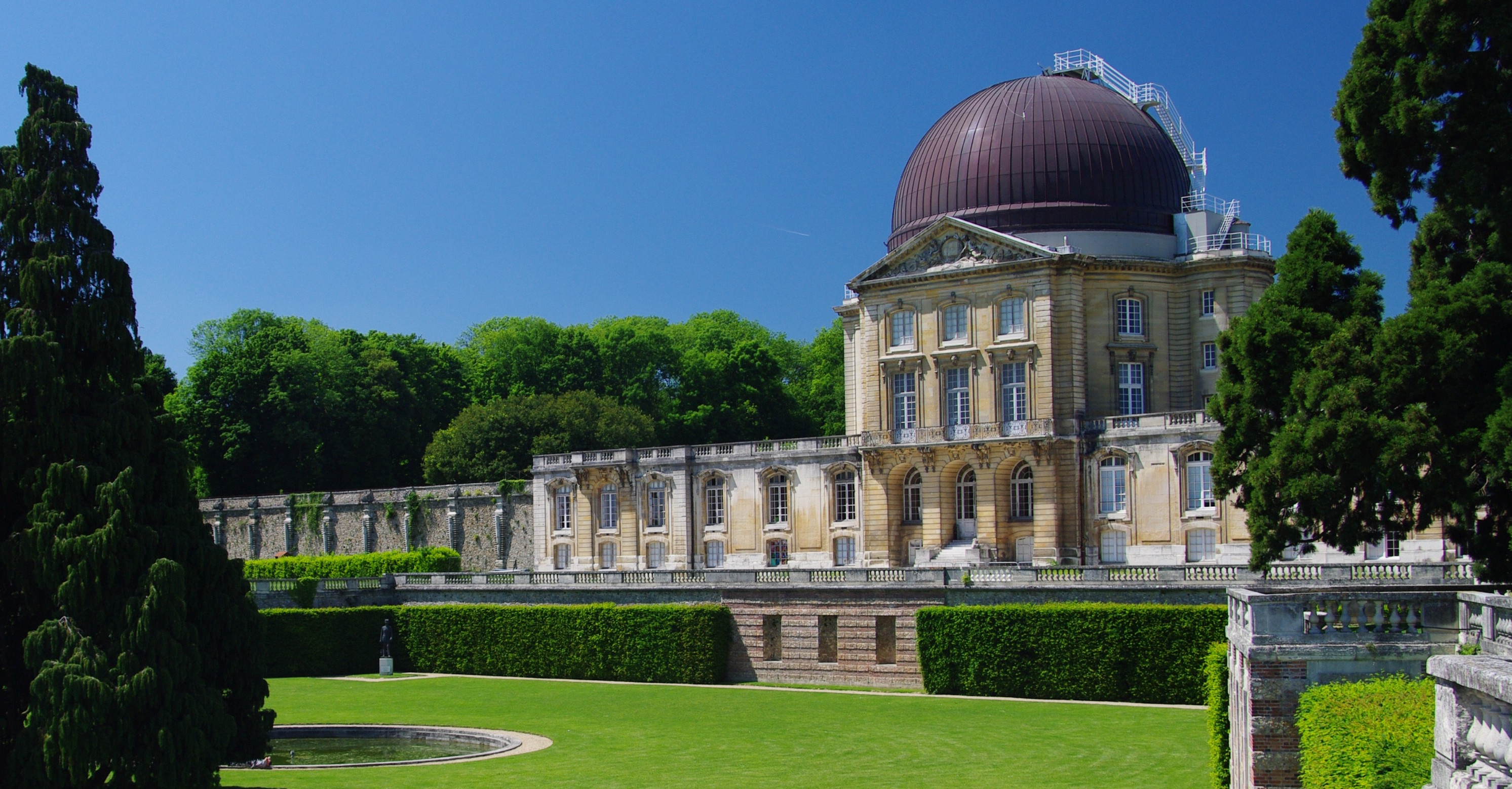
Observatorium van Meudon
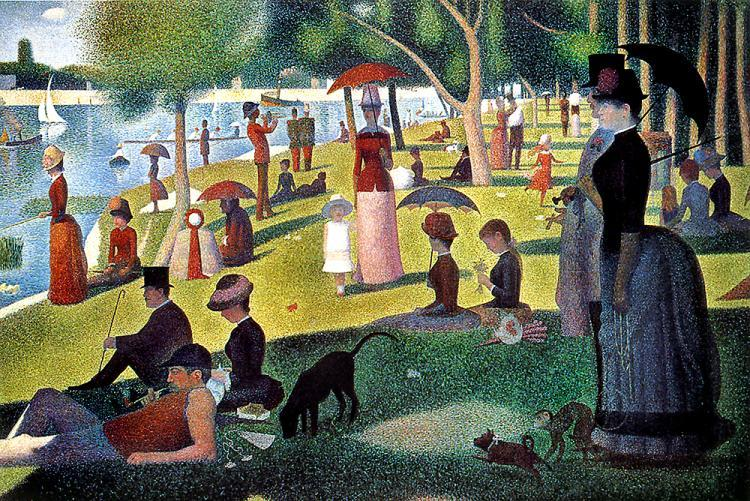
La Grande Jatte, circa 1884-1886, door Georges Seurat
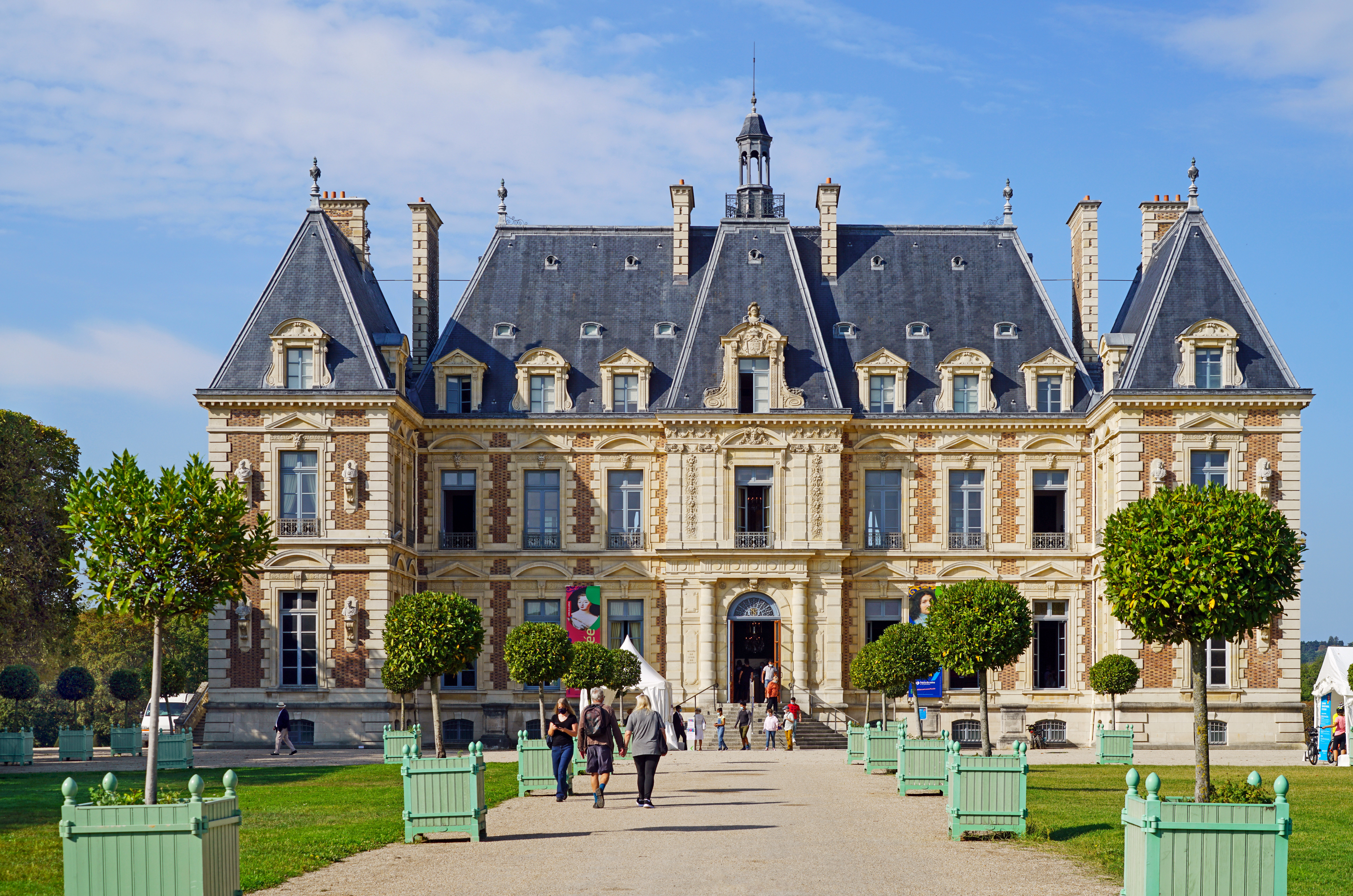
Kasteel van Sceaux